# 沢村城
沢村城（さわむらじょう）は、栃木県矢板市大字沢村にあった日本の城（山城）。文治3年（1187年）築城、天正18年（1590年）廃城。

## 城主の一覧
| 城主           | 期間                                                  | 備考           |
| -------------- | ----------------------------------------------------- | -------------- |
| 沢村満隆       | 文治3年(1187年)～鎌倉初期                             | 那須方         |
| 沢村資安       | 正嘉元年（1257年）2月頃に城主であった。期間は不詳     | 那須方         |
| 岡本備前守     | 延慶応長年間(1308年～1311年)前後～正和2年(1313年)以前 | 塩谷方→那須方  |
| 福原主膳       | 正和2年(1313年)以降～正和3年(1314年)4月20日           | 那須方         |
| 富田信濃守     | 正和3年(1314年)4月20日～元徳2年(1330年)2月28日        | 塩谷方→那須方  |
| 那須資重       | ?～応永21年(1414年)8月                                | 那須方(下那須) |
| 須藤五郎       | 応永21年(1414年)8月～?                                | 那須方(上那須) |
| 福原勝馬       | 15世紀前半～寛正元年(1460年)4月18日                   | 那須方(上那須) |
| 大沢光勝       | 寛正元年(1460年)～文明5年(1473年)7月7日               | 塩谷方         |
| 山本兵庫頭     | 文明5年(1473年)～?                                    | 塩谷方         |
| 大沢筑前       |                                                       | 塩谷方         |
| 大沢主水       |                                                       | 塩谷方         |
| 大沢隼人       |                                                       | 塩谷方         |
| 手塚大学       |                                                       | 塩谷方         |
| 髭次郎左ェ門   |                                                       | 塩谷方         |
| 星太郎兵衛     |                                                       | 塩谷方         |
| 臼井筑後       |                                                       | 塩谷方         |
| 臼井左ェ門四郎 |                                                       | 塩谷方         |
| 臼井平右ェ門   |                                                       | 塩谷方         |
| 渡辺三河       |                                                       | 塩谷方         |
| 渡辺彦十郎     |                                                       | 塩谷方         |
| 赤羽修理       |                                                       | 塩谷方         |
| 赤羽丹五郎     |                                                       | 塩谷方         |
| 大貫石見       |                                                       | 塩谷方         |
| 印南河内       |                                                       | 塩谷方         |
| 鈴木内記       |                                                       | 塩谷方         |
| 乙畑四郎右ェ門 |                                                       | 塩谷方         |
| 石川藤三郎     |                                                       | 塩谷方         |
| 木村和泉       |                                                       | 塩谷方         |
| 小池源兵衛     |                                                       | 塩谷方         |
| 志賀兵庫       |                                                       | 塩谷方         |
| 山田右近       |                                                       | 塩谷方         |
| 久野弥十郎     |                                                       | 塩谷方         |
| 柳田九助       | ～天正13年(1585年)3月25日                             | 塩谷方         |
| 不詳           | 天正13年(1585年)～天正18年(1590年)                    | 那須方         |

※大沢筑前以降の塩谷方の城主については、「塩谷家臣録」に沢村城代として記されていたものをそのままの順で連ねたものである。就任順かは不詳。ただし柳田九助については、この時期の塩谷方の城主の最後の城主と考えられている。

## 旧沢城
矢板市教育委員会の「遺跡地図」には、旧沢城という城館が記載される。沢村城については、現在伝わる山城の沢村城の北側にあった旧沢城と呼ばれるこの平城(館城)を考慮する必要がある。例えば、沢村城では、那須家が上下に分裂するきっかけになった応永21年(1414年)の那須資之と資重の戦いが行われているが、これは、山城の沢村城の歴史ではなく旧沢城の歴史である。それは、那須記の記述を見れば明らかであり、旧沢城の跡地が、立地的に良好でありながら、明治29年に農学校が建設されるまで、耕作もされず人家も建てられず、草刈場として放置され続けたという事実も、それを裏付けている。但し、『矢板市史』は、この地が那須氏内紛の激戦地との見解を示しているが、旧沢城の位置づけとしては、沢村氏の居城のひとつという可能性に限定せず、沢村城の出城、あるいは家臣の屋敷跡の可能性も示唆している。
旧沢城は、同じ大字沢村の小字生袋にあったもので、現在も堀の跡が存在する。また昔には、百間(百軒)館と呼ばれた土塁の跡も残っていたが、こちらは現在は壊滅している。旧沢城については、那須氏の同族争いの時、壊滅的な打撃を受けて廃城になっているが、その戦いがあった応永21年(1414年)の戦以前の沢村城の歴史については、山城の沢村城か旧沢城のものか、それとも、山城の沢村城を軍事用の詰め城と考え、旧沢城の方を統治・居住のための城として、両城をひとつとして考えて良いものか、区別して考えなければならない。
しかし、ほとんどの場合、その区別がつけられないので、ここでは便宜上、両城をひとつの城として考えていくものとする。

## 歴史

### 築城
沢村城は、文治3年(1187年)に那須資隆の七男沢村満隆によって築かれた。那須氏の勢力範囲の南方にあった塩谷氏に対抗するために築かれたとみられる（『矢板市史』）。ただ、この時の沢村城が、山城の方か、旧沢城の方か、それとも当初から両方が築城されていたのかは不明である。しかし、この満隆については、1代限りで断絶しており、この時代においては、旧沢城の方が最初に築城され、山城の沢村城は、築かれていないか見張り台程度のものがあった程度で、あまり発達していなかったと考えられている。

### 塩谷氏と那須氏の攻防
沢村城は塩谷氏と那須氏の勢力範囲の境界にあるため、両氏によりその所属が争われた。
満隆の沢村氏が一代限りで断絶して以後も、沢村城は那須氏の城であったと思われるが、14世紀初頭には、塩谷氏の出城となっていた。ところが、塩谷方の沢村城代であった岡本備前守（岡本正親の岡本氏の一族ではない）が那須方に呼応して寝返り、那須方の城となった。
那須氏は、岡本備前守に代わって福原主膳という者を城代としたが、正和3年(1314年)4月20日、塩谷勢が沢村城を攻め落城させた。城代・福原主膳は大沢隼人正勝（政勝）に討ち取られ、塩谷氏は富田信濃守を沢村城代として置いた。ちなみに、「川崎塩谷伯耆守実録」によれば、この時「城代として塩谷家来岡本備前守遺し置ける処に備前守那須江一身に成、城をかため塩谷にせめむかふ由・・・」とあるので、この頃から、山城の沢村城が本格的に整備され始めた可能性が高いと考えられている。
しかし、元徳2年（1330年）2月28日、那須勢1千が沢村城を攻め、富田信濃守は那須方に降伏する。以後、しばらく沢村城は那須方の出城となった。応永2年(1395年)正月2日には、塩谷勢が沢村城奪還を企図して3千の兵で沢村城を包囲するも、この戦いに佐竹氏が介入、塩谷勢は兵を退かざるを得なくなり、塩谷氏家臣の和泉五郎の娘を那須方の沢村城代福原勝馬に嫁がせることで和睦したという。
那須家の上下分裂
『那須記』によると、沢村城は那須資氏が家の断絶を防ぐため、その子・資重に沢村氏を継がせて城主としていた。しかし沢村資重は兄・那須資之と対立し、資之は上杉氏の支援を得て花見の酒宴に弟・資重を呼び寄せ殺害しようとしたが、これを家臣・角田重安が資重に密告し失敗した。資重は佐竹氏の支援を得て対抗したが、応永20年（1413年）8月2日、那須資之は弟・資重の居城・沢村城に攻め寄せ、沢村城で那須氏の同族による戦いが始まった。
|        | 武将 | 総兵力   |
| ------ | --- | -------- |
| 資之方 | 堅田太郎兵ェ隆時、大関右ェ門尉増義、大田原兵ェ尉増氏、芦野弾正左ェ門資任、伊王野次郎左ェ門隆泰、稲沢五郎左ェ門隆定、河田六郎隆国、河田六郎兵ェ尉任資、佐久山次郎左ェ義範、荏原三郎左ェ門朝秀、蜂巣源平ェ光義                                                                                           | 三百余騎 |
| 資重方 | 稗田九郎兵ェ門朝信、池沢源五郎政信、川井六郎兵ェ安利、金枝左ェ門義隆、角田庄兵ェ重安、角田庄右ェ門(庄左ェ門)重利(重安弟)、熊田源兵ェ忠範、大俵(大桶大田原)三左ェ門光秀、館野越前守義弘(谷田の住人)、小口次郎兵ェ重勝、矢田弥佐ェ門宗忠(高岡村)、興野弥佐ェ門義清、滝田平左ェ門隆貞、千本十郎、森田次郎 | 百六十騎 |

この兄弟の争いは、那須記が「死体重なって塚の如く」と記すほどに壮絶なものであったという。ほぼ一日の戦いで、資之方300余騎・資重方160騎馬、両軍合わせて460騎に対して、戦死者が132人以上、負傷者も合わせれば272人以上であった。
結局、この沢村での戦いは、資重が沢村城から福原城へ撤退して終わった。沢村城は資之側のものとなり、城代には須藤五郎が入った。ただし那須氏の分裂は解消されず、資之系（上那須家）と資重系（下那須家）に分かれたままであった。
平城の沢村城(旧沢城)は、この戦いで壊滅的な打撃を受け廃城となった。この戦いでの死者は、高さ4m、周囲90mほどの円墳状の塚に埋葬され、回向塚(えこうづか)と呼ばれていたが、現在は壊滅している。しかし、明治27年ころに発掘調査が行われ、鎧、兜、馬具などが出土している。
塩谷氏の時代
寛正元年（1460年）4月18日、塩谷氏は再び沢村城を攻め、福原勝馬を捕らえて木幡村の川原にて斬首、沢村城は塩谷方のものとなった。塩谷氏は城代として大沢助十郎（隼人）を置いた。
文明4年(1472年)5月23日、文明5年(1473年)7月7日など、那須勢との小競り合いの記録が見えるが、沢村城は120年以上に渡って塩谷氏の支配が一応続いた。ただし、沢村城奪還を喜ぶ永禄6年（1563年）11月14日付の塩谷義孝の書状が残り、度々那須氏に沢村城を奪われるなど、その支配は不安定であった。その間、記録に残るだけでも26人もの沢村城代がいた。
那須氏の支配
しかし、天正13年(1585年)3月25日、薄葉ヶ原の合戦で宇都宮氏と那須氏が戦い那須氏が勝利すると、沢村城は那須氏が完全に掌握した。

### 廃城とその後
天正18年、小田原征伐によって那須氏が改易となると沢村城も廃城となった。沢村は、那須の一族の福原氏の領地となり、城跡には沢観音寺がのちに移転した。沢村城の城郭遺構は、現在良好に保存されており、城山は、その形から鷲嶺と呼ばれている。